# Flughafen Mzuzu

i8
i11
i13
Der Flughafen Mzuzu (IATA-Code: ZZU, ICAO-Code: FWUU) ist ein Flughafen nahe Mzuzu, der Regionshauptstadt der Northern Region in Malawi. Er wird staatlich betrieben. 2006 wurde eine Studie veröffentlicht, die ergab, dass es 400 000 Dollar kosten würde, den Flughafen zu erneuern. Deshalb überlegte man, den Flughafen an einen privaten Träger zu verkaufen.

## Daten
Der Flughafen liegt auf einer Höhe von 1254 m über NN. Er besitzt eine Start- und Landebahn (17/35) mit einer Länge von 1308 m und 19 m Breite.

## Zwischenfälle
- 2004 ereignete sich auf dem Flughafen ein Unfall, bei dem ein Flugzeug über die Bahn hinausrollte und einen Bus rammte. Es gab mehrere Verletzte und einen Toten. An Bord des Flugzeugs war Malawis Vizepräsident Chakufwa Chihana.[2]
- Am 10. Juni 2024 sürzte eine Dornier 228-200 des malawischen Militärs auf dem Flug nach Mzuzu bei schlechtem Wetter in ein Naturschutzgebiet. Alle 10 Insassen kamen ums Leben. Unter den Insassen befand sich Malawis Vizepräsident Saulos Chilima.[3][4]

## Flüge
Die staatliche Fluggesellschaft Air Malawi flog den Flughafen als einzige Fluggesellschaft regelmäßig für den Zivilverkehr an. Die Ziele waren Lilongwe und Karonga.